# Fiastra
Fiastra ist eine italienische Gemeinde (comune) in der Provinz Macerata in den Marken. Sie hat 606 Einwohner (Stand 31. Dezember 2023) und liegt etwa 38 Kilometer südwestlich von Macerata im Nationalpark Monti Sibillini am Lago di Fiastra und gehört zur Comunità montana di Camerino. Der Verwaltungssitz der Gemeinde befindet sich im Ortsteil Trebbio. Der Lago di Fiastra ist ein Stausee des Fiastrone. Zum 1. Januar 2017 wurde die Nachbargemeinde Acquacanina angegliedert.
Historisch von Bedeutung ist das noch heute von Mönchen besiedelte Zisterzienser-Kloster Chiaravalle di Fiastra.

## Einzelnachweise

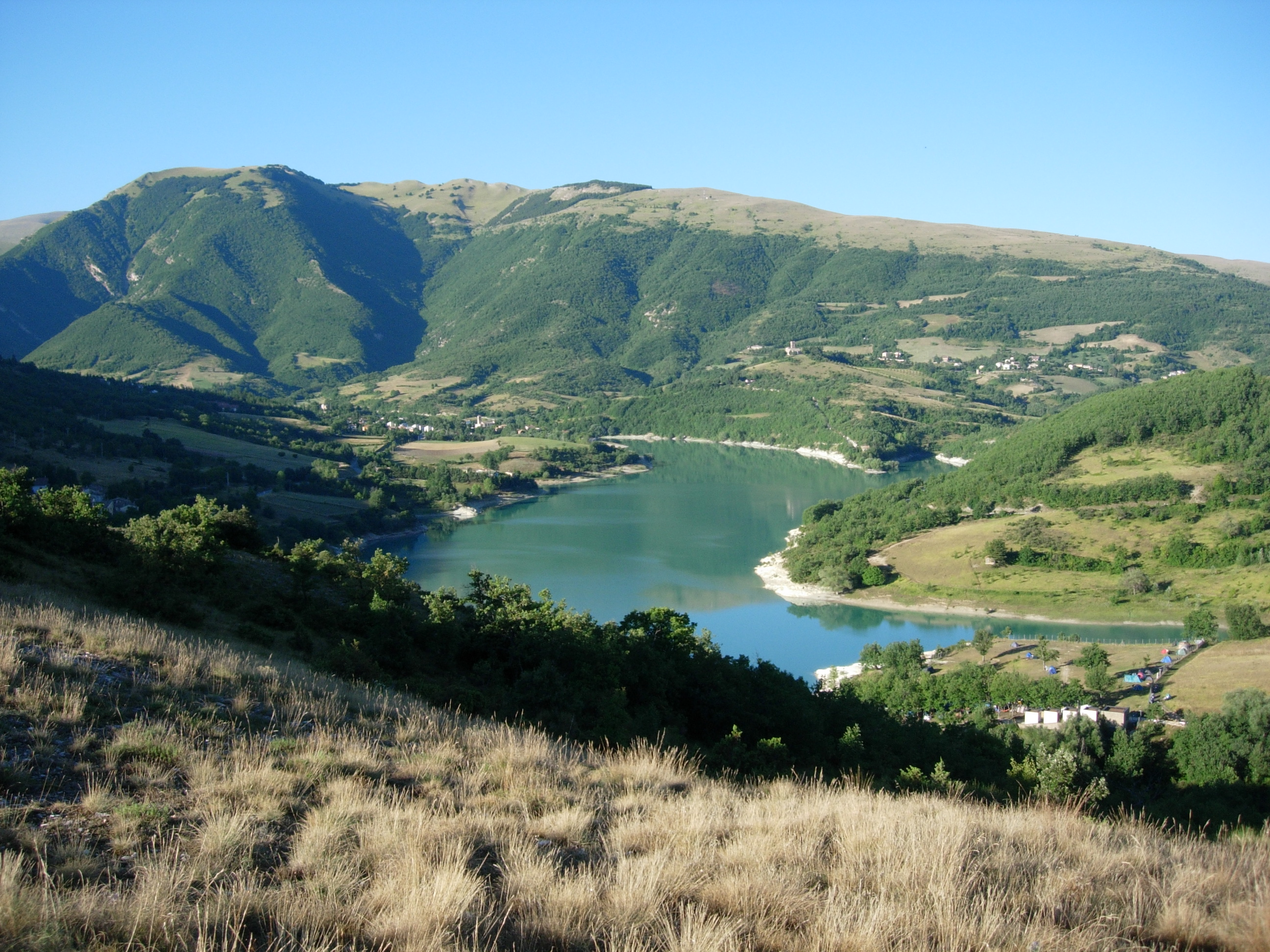
Der Lago di Fiastra im Osten der Gemeinde